# Kempowski-Gesellschaft
Die Kempowski-Gesellschaft e. V. ist eine literarische Gesellschaft, die der Förderung des Werks von Walter Kempowski (1929–2007) und seinem Andenken dient. Der Verein mit Sitz in Gießen erachtet Walter Kempowski als einen der bedeutendsten Autoren der Nachkriegsliteratur, der herausragende Arbeit für die Archivierung und literarische Gestaltung der deutschen Vergangenheit geleistet hat; sein Werk soll daher besonders für kommende Generationen bewahrt und gedeutet werden. 

## Geschichte
Gegründet wurde die Gesellschaft im Juni 2007 in Gießen, die Geschäftsstelle der Gesellschaft wurde am Institut für Germanistik der Justus-Liebig-Universität Gießen eingerichtet. Zu den Gründungsmitgliedern gehören neben Wissenschaftlern und Journalisten auch zahlreiche Studierende und Privatpersonen; heute hat die Gesellschaft Mitglieder aus dem In- und Ausland, wie den USA, Polen, Ungarn und Italien. 
Ehrenpräsident wurde der Schriftsteller selbst, der die Gründung der Gesellschaft mit großer Freude und Dankbarkeit registrierte. Die Gründung erfolgte mit dessen ausdrücklicher Billigung und kann als Akt einer versuchten Wiedergutmachung der jahrelangen Missachtung Kempowskis in der deutschen Gelehrten- und Kulturlandschaft angesehen werden. 
Gründungsvorsitzender der Gesellschaft wurde der Gießener Germanist Sascha Feuchert; 2011 folgte ihm der Gießener Literatur- und Kulturwissenschaftler Daniel Randau im Amt.   
Zweck des gemeinnützigen Vereins ist die Förderung und Pflege der Werke des Schriftstellers. Diesem Zweck dienen u. a. Tagungen, Publikationen, Lesungen und Ausstellungen. Besondere Aufmerksamkeit gilt dem in der Akademie der Künste lagernden Archiv Walter Kempowskis, einer immensen Hinterlassenschaft unveröffentlichter Texte und Arbeitsmaterialien des Schriftstellers.
Um die literatur- und sprachwissenschaftliche Forschung zu Leben und Werk Walter Kempowskis zu unterstützen, hat die Gesellschaft eine Vorlesungsreihe eingerichtet; Vorträge und Lesungen finden an den Universitäten in Gießen und Heidelberg statt. 

## Bekannte Mitglieder
- Markus Roth
- Volker Griese
- Sascha Feuchert
- Christoph Studt